# Маріан Зелінський
Маріан Зелінський (пол. Marian Zieliński, 24 грудня 1929 — 13 жовтня 2005) — польський важкоатлет.
Бронзовий призер Олімпійських Ігор 1956 (до 60 кг), 1964 (до 67,5 кг), 1968 (до 67,5) кг років, учасник 1960 року.
Чемпіон світу 1959 (до 60 кг), 1963 (до 67,5 кг) років, срібний призер 1965 (до 67,5 кг), 1966 (до 67,5 кг) років, бронзовий призер 1961 (до 67,5 кг), 1962 (до 67,5 кг), 1964 (до 67,5 кг), 1968 (до 67,5 кг) років.
Чемпіон Європи 1959 (до 60 кг), 1960 (до 67,5 кг), 1963 (до 67,5 кг) років, срібний призер 1966 (до 67,5 кг), 1968 (до 67,5 кг) років, бронзовий призер 1956 (до 60 кг), 1957 (до 67,5 кг), 1961 (до 67,5 кг), 1962 (до 67,5 кг) років.